# Aldimine
En chimie organique, une aldimine  est une imine qui est un analogue structurel à un aldéhyde.
Les aldimines ont une structure générale de la forme R–CH=N–R'. Les aldimines sont similaires aux cétimines, analogues structurels des cétones.
Une importante partie des aldimines est constituée des bases de Schiff (au sens restreint), dans lesquelles le substituant  (R') sur l'atome d'azote est un groupe alkyle ou un groupe aryle (mais pas un hydrogène).

Aldimine primaire
Aldimine secondaire
Aldéhyde

## Nomenclature
Les aldimines peuvent être nommées de trois façons:
1. en remplaçant le -e final de l'alcane parent par le suffixe -imine;
2. en les considérant comme des dérivés alkylidènes de l'azane;
3. (rare) en les considérant comme des dérivés alkylidènes d'une amine.

Une nomenclature à présent obsolète les considère comme des dérivés de l'aldéhyde analogue.
| Nomenclature | CH3–CH2–CH2–CH=NH   | CH3–CH=N–CH3               |
| ------------ | ------------------- | -------------------------- |
| 1            | butanimine          | N-méthyléthanimine         |
| 2            | butylidénazane      | éthylidéne(méthyl)azane    |
| 3            | butylidènamine      | N-méthyléthylidènamine     |
| obsolète     | butyraldéhyde imine | acétaldéhyde N-méthylimine |